# عبد الله بن مفرح الذيابي
عبد الله بن مفرّح الذيابي أستاذ جامعي وأكاديمي سعودي، يشغل حاليا منصب مدير لجامعة تبوك. في سنة 1998 حصل على على شهادة البكالوريوس من قسم الرياضيات بكلية العلوم في جامعة الملك عبدالعزيز السعودية، وفي 2002 حصل على درجة الماجستير من قسم الرياضيات بكلية العلوم في جامعة ميسوري الأمريكية. في 2005 حصل على درجة الدكتوراة من كلية الرياضيات والإحصاء في جامعة برمنغهام البريطانية.

## الشهادات العلمية
حصل الأستاذ عبد الله بن مفرح الذيابي على الشواهد العلمية التالية:
- 1998 : درجة البكالوريوس من قسم الرياضيات، كلية العلوم، جامعة الملك عبدالعزيز، جدة، المملكة العربية السعودية.
- 2002 : درجة الماجستير من قسم الرياضيات، كلية العلوم، جامعة ميسوري، كانساس سيتي، الولايات المتحدة.
- 2005 : درجة الدكتوراة من قسم الرياضيات، كلية الرياضيات والإحصاء، جامعة برمنغهام، برمنغهام، إنجلترا.

## المناصب السابقة
شغل الأستاذ الدكتور المناصب التالية:
- 1998 - 1999: معيد، جامعة الملك عبدالعزيز، جدة، المملكة العربية السعودية
- 2005 - 2010: أستاذ مساعد، جامعة الملك عبد العزيز، جدة، المملكة العربية السعودية
- 2010 - 2014: أستاذ مشارك، جامعة الملك عبد العزيز، جدة، المملكة العربية السعودية
- 2014 - 2017: أستاذ، جامعة الملك عبد العزيز، جدة، المملكة العربية السعودية
- 2017 - الآن: مدير جامعة تبوك.[4]

## مؤلفاته
- د. عبد الله العتيبي وأ.د. محمد الغامدي ود. عبد الله الروقي، الشامل في التفاضل والتكامل (الجزء الثاني)، دار حافظ، 1429هـ.
- د. عبد الله العتيبي وأ.د. محمد الغامدي ود. عبد الله الروقي، الشامل في التفاضل والتكامل (الجزء الأول)، دار حافظ، 1431هـ.